# 莫雷阿-马伊奥
莫雷阿-马伊奥（Moʻorea-Maiʻao，亦作Moorea-Maiao）是法国海外集体法屬玻里尼西亞向风群岛行政区的一个市镇，领土涵盖莫雷阿岛和马伊奥岛。

## 地理
莫雷阿-马伊奥（17°31'49"S, 149°50'17"W）面积134 平方千米，位于法国海外集体法屬玻里尼西亞向风群岛。
由于莫雷阿-马伊奥领土为海洋中的岛屿，故不与任何市镇接壤。

## 行政
莫雷阿-马伊奥的邮政编码为98728、98729，INSEE市镇编码为98729。

## 政治
莫雷阿-马伊奥的现任市长为埃旺·豪马尼（Evans Haumani）先生，任期为2020-2026年。

## 人口
莫雷阿-马伊奥于2022年时的人口数量为18,201人。